# Wohn-, Teilhabe- und Pflegegesetz
Das Wohn-, Teilhabe- und Pflegegesetz (WTPG) soll insbesondere die Würde der Menschen mit Behinderungen als Bewohner stationärer Einrichtungen und ambulant betreuter Wohngemeinschaften schützen und ihre Selbständigkeit fördern. Es löste im Jahre 2015 das Landesheimgesetz in Baden-Württemberg ab.
Die Landesregierung Baden-Württemberg hat Ende Juli 2012 Eckpunkte für ein neues Heimrecht gebilligt. Die umfassende Neuausrichtung kommt schon in der Gesetzesbezeichnung zum Ausdruck. Statt Heimgesetz soll es künftig „Gesetz für unterstützende Wohnformen, Teilhabe und Pflege (Wohn-, Teilhabe- und Pflegegesetz)“ heißen. Künftig werden „unterstützende Wohnformen“ unter den heimrechtlichen Schutz gestellt. Unterstützende Wohnformen sind erstens „stationäre Einrichtungen“ (Heime) für ältere Menschen, volljährige Pflegebedürftige und volljährige Menschen mit Behinderung (wie bisher) und zweitens (neu) „ambulant betreute Wohngemeinschaften“, darunter auch Wohngemeinschaften für Menschen mit Behinderung.
Baden-Württembergs Sozialministerin Katrin Altpeter hat am 14. Mai 2014 dem Landtag das Gesetz für unterstützende Wohnformen, Teilhabe und Pflege vorgelegt. In Zweiter Lesung wurde das Gesetz beschlossen. Das WTPG löst mit Inkrafttreten das Landesheimgesetz in Baden-Württemberg ab. Das WTPG ist am 31. Mai 2014 in Kraft getreten.
Insbesondere die Vorschriften zu betreutem Wohnen sind genauer gefasst worden. Dem bundesweiten Trend folgend versucht das Gesetz anhand der strukturellen Abhängigkeit der Bewohner von einem Anbieter zu differenzieren.
Unter den neu geregelten Anwendungsbereich fallen – anders als bisher – neben den klassischen stationären Einrichtungen für Personen mit Unterstützungs- und Versorgungsbedarf sowie Menschen mit Behinderung grundsätzlich nun auch ambulant betreute Wohngemeinschaften. Ausgenommen sind davon völlig selbstverantwortete Wohngemeinschaften mit weniger als 12 Personen sowie wie bisher Krankenhäuser, Einrichtungen der Tages- und Nachtpflege, Kurzzeiteinrichtungen und Angebote der medizinischen und beruflichen Rehabilitation (§ 2 Abs. 4, 5, 7, 8).
Auch macht das Gesetz in § 2 Abs. 6 Ausnahmen von der Anwendung für betreutes Wohnen für volljährige Menschen mit Behinderungen oder psychischen Erkrankungen, wenn neben der Wohnraumüberlassung die Unterstützungsleistungen und Betreuungsleistungen frei wählbar sind, diese keine umfassende Versorgung darstellen und sie nicht mit der Wohnraumüberlassung vertraglich verbunden sind. Dies gilt auch für Formen des betreuten Wohnens, wenn die Bewohner zur Unterstützung der Selbständigkeit und Selbstverantwortung neben der Überlassung von Wohnraum und Grundleistungen lediglich zusätzlich verpflichtet werden, in untergeordnetem Umfang Betreuungsleistungen in Anspruch zu nehmen und die Verbindung dieser Leistungen mit den Grundleistungen zur Umsetzung des konzeptionellen Ziels erforderlich ist.

## Verordnungen nach diesem Gesetz
Das Gesetz für unterstützende Wohnformen, Teilhabe und Pflege hat sich aus dem Landesheimgesetz (Baden-Württemberg) entwickelt, welches wiederum auf dem Heimgesetz basiert. Zum Heimgesetz gehörten auch entsprechende Verordnungen, wie zum Beispiel die Heimpersonalverordnung, die Heimmindestbauverordnung und die Heimmitwirkungsverordnung. Mit Inkrafttreten der Föderalismusreform 2006 waren einige der Verordnungen lange nicht besetzt.
In Baden-Württemberg gibt es die Landesheimbauverordnung und die Verordnung des Sozialministeriums über personelle Anforderungen für stationäre Einrichtungen, welche am 1. Februar 2016 in Kraft getreten ist.